# Souhvězdí Kompasu
Kompas je souhvězdí na jižní obloze, které poprvé popsal Nicolas-Louis de Lacaille v roce 1754.

## Významné hvězdy
| Hvězda | Jméno | Hvězdná velikost |
| ------ | ----- | ---------------- |
| α Pyx  | α Pyx | 3,68m            |
| β Pyx  | β Pyx | 3,97m            |
| γ Pyx  | γ Pyx | 4,02m            |